# تپه دشت موک
دشت موک مربوط به دوران‌های تاریخی قبل از اسلام است و در شهرستان فیروزآباد، بخش میمند، شمال روستای موک واقع شده و این اثر در تاریخ ۲ آبان ۱۳۸۲ با شمارهٔ ثبت ۱۰۵۱۸ به‌عنوان یکی از آثار ملی ایران به ثبت رسیده است.این محل به عنوان یک جنگل طبیعی با درختان بادام وحشی. بنه و… میباشد که از تنوع گیاهی خوبی برخوردار است. دراین دشت روستای موک واقع شده که به همین جهت به ان دشت موک میگویند. در سال 78 در دوران ریاست جمهوری اقای رفسنجانی کلنگ احداث کارخانه سیمان موک به زمین خورد که در نهایت در سال 85 به بهره برداری رسید و هم اکنون نیز تحت نام کارخانه سیمان فیروز اباد در حال فعالیت است.  